# متاپست
متاپُست (به انگلیسی: MetaPost) هم به زبان برنامه‌نویسی متاپست و هم به مفسر این زبان اشاره می‌کند. هر دو از زبان و مفسر فراقلم مشتق شده‌اند. متاپست برای تولید نمودار، در زبان پست‌اسکریپت ، از توصیفی هندسی/جبری بسیار مناسب است. این زبان از دستور (syntax) روان و خوانای فراقلم برای کار با خط‌ها، منحنی‌ها، نقاط و تبدیل‌های هندسی استفاده می‌کند.
بسیاری از محدودیت‌های متاپست از ویژگی‌های متافونت ناشی می‌شوند. برای نمونه دقت نمایش اعداد اعشاری در آن کم است که می‌تواند هنگام کار با نمودارها در فضای مختصات بزرگتر، ایجاد محدودیت کند. علاوه‌براین، متاپست از همه‌ی ویژگی‌های پست‌اسکریپت پشتیبانی نمی‌کند. به‌خصوص، هر مسیر تنها می‌تواند یک تکه‌ای باشد (که در نتیجه نواحی ایجاد شده همبند ساده هستند.) و هر ناحیه را تنها می‌توان با یک رنگ پر کرد.
متاپست در حال حاضر با بسیاری از توزیع‌های تک و فراقلم توزیع می‌شود.

## مثال‌ها
فایل example.mp که در ادامه می‌آید بعد از پردازش با مفسر متاپست (با دستور mpost در لینوکس) سه فایل eps (قابل استفاده در لاتک با دستور  \includegraphics ) تولید می‌کند که سمت چپ نمایش داده شده‌اند.
```
transform pagecoords;
pagecoords:=identity scaled 10mm shifted (100mm,150mm);
beginfig (1)
    fill ((0,0)--(2,0)--(2,1)--(1,1)--(1,2)--(0,2)--cycle)
        transformed pagecoords withcolor green;
    draw ((2,0)..(2,1)..(1,1)..(1,2)..(0,2))
        transformed pagecoords;
    drawarrow ((0,0)--(2,2)) transformed pagecoords;
endfig;
beginfig (2)
    draw (for i=0 upto 7: dir (135i)-- endfor cycle)
        transformed pagecoords;
endfig;
pagecoords:=identity scaled 15mm shifted (100mm,150mm);
beginfig (3);
    % declare paths to be used
    path p[],p[]t;
    % set up points by defining relationships
    z1=(0,0);   z2=z1+2up;
    z3=z1+whatever*dir (60)=z2+whatever*dir (-50);
    z4=z3+(-1.5,-.5);
    z5=z1+dir (135);
    z0=whatever[z1,z2]=whatever[z3,z4];
    % set up paths
    p0=fullcircle yscaled .5 rotated 45 shifted z0 ;
    p1=z2---z4..z0..z3---z1;
    p2=p1 cutbefore p0 cutafter p0;
    p3=p0 cutbefore p1 cutafter p1;
    p4=p2---p3---cycle;
    % define transformed versions of paths and points
    for i=0 upto 4: p[i]t=p[i] transformed pagecoords; endfor
    for i=0 upto 5: z[i]t=z[i] transformed pagecoords; endfor
    % do some drawing
    fill p4t withcolor (1,1,0.2);
    draw z1t---z2t withcolor .5white;
    draw z3t---z4t withcolor .5white;
    pickup pencircle;
    draw p0t dashed withdots scaled .3;
    draw p1t dashed evenly;
    draw p2t withcolor blue;
    draw p3t withcolor red;
    label.lrt (btex $z_0$ etex, z0t);
    label.llft (btex $z_1$ etex, z1t);
    label.top (btex $z_2$ etex, z2t);
    label.rt (btex $z_3$ etex, z3t);
    label.llft (btex $z_4$ etex, z4t);
    for i=0 upto 4:
        drawdot z[i]t withpen pencircle scaled 2;
    endfor
endfig;
bye
```